# Svenska Hamiltonstövarföreningen

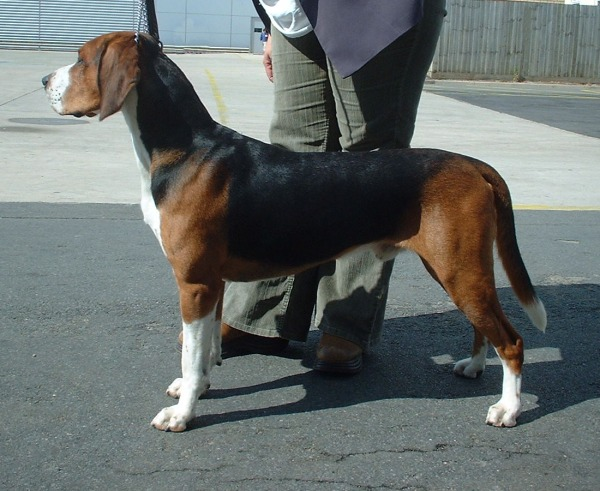
Hamiltonstovare

Svenska Hamiltonstövarföreningen, vardagligt Hamiltonstövarföreningen, är en svensk ideell förening, vilken fungerar som en rasklubb för hundrasen hamiltonstövare.

## Historia
Hamiltonstövaren kallades tidigare för "Svensk stövare" men fick 1921 namnet Hamiltonstövare efter en av rasens främsta förespråkare och uppfödare, greve Adolf Patrik Hamilton, som även var Svenska Kennelklubbens grundare. Vid utställningen i Stockholm l886 visades l89 hundar av stövarras, bland annat Pang och Stella, som ägdes av greve Adolf Patrik Hamilton, som var sekreterare i Svenska Jägareförbundet. Dessa hundar anses vara ursprunget till dagens Hamiltonstövare.

## Svenska Hamiltonstövarföreningens syfte
Svenska Hamiltonstövarföreningens syfte är att verka för att främja aveln av Hamiltonstövare, såväl jaktligt som exteriört, samt även i övrigt tillvarata denna hundaras intressen. Föreningen fungerar som en rasklubb i Sverige för Hamiltonstövare, i samarbete med Svenska stövarklubben och Svenska Kennelklubben.

## Svenska Hamiltonstövarföreningens verksamhet
För att främja avelsarbetet och ge underlag för avelsrekommendationer anordnar Svenska Hamiltonstövarföreningen jaktprov och utställningar. Föreningen har även varit aktiv i samhällsdebatten då det gällt frågor som är av betydelse för jakt med stövare.

### Avelsråd
Avelsråd är benämningen på en person vilken anförtrotts uppdraget att ge råd rörande aveln. Svenska Hamiltonstövarföreningen har avelsråd för Hamiltonstövare. 

### Organisation
Svenska Hamiltonstövarföreningen har ett flertal lokalklubbar. Dessa är följande: Västerbotten, Bohuslän-Dalsland, Gävleborg, Östergötland, Dalarna, Västergötland, Örebro län, Skåne-Blekinge, Södermanland, Småland, Jämtland-Härjedalen, Norrbotten, Värmland, Uppland-Västmanland, Gotland, Halland, Västernorrland